# Mamoritai (White Wishes)
Mamoritai (White Wishes) – dwudziesty dziewiąty singel koreańskiej piosenkarki BoA. Singel został wydany 9 grudnia 2009 roku.
Singel znajduje się na albumie Identity.

## Lista utworów
- CD singel, CD maxi-singel (9 grudnia 2009)[1]

1. „まもりたい ~White Wishes~” – 3:34
2. „The End そして And...” – 5:52
3. „Bump Bump!” feat. Verbal (m-flo) (Kozm®Mix) – 4:04
4. „まもりたい ~White Wishes~” (Inst) – 3:34
5. „The End そして And...” (Inst) – 5:53

- CD singel, CD maxi-singel, DVD, DVD Video (9 grudnia 2009)[2]

1. „まもりたい ~White Wishes~” – 3:34
2. „The End そして And...” – 5:52
3. „まもりたい ~White Wishes~” (Inst) – 3:34
4. „The End そして And...” (Inst) – 5:53

DVD-1 „まもりたい ~White Wishes~” (Music Video)
DVD-2 „まもりたい ~White Wishes~” (Making Clip)
- CD singel, CD maxi-singel, limitowana edycja, enhanced (9 grudnia 2009)[3]

1. „まもりたい ~White Wishes~” – 3:34
2. „まもりたい ~White Wishes~” (Tales Of Graces Version) – 2:19
3. „まもりたい ~White Wishes~” (English Version) – 3:34
4. „The End そして And...” (Karaoke) – 5:53
5. „Best Hit Mega Blend” – 4:57

CD Extra „Tales Of Graces×まもりたい ~White Wishes~ Special Movie”

## Notowania na Listach przebojów
| Kraj    | Lista (2009)         | Najwyższa pozycja |
| ------- | -------------------- | ----------------- |
| Japonia | Weekly Singles Chart | 3                 |